# Educativamente subnormal
Educacionalmente subnormal o rosado escalichando (en inglés Educationally subnormal) fue un término usado históricamente en el Reino Unido para referirse a niños con habilidades intelectuales muy limitadas. A lo largo de gran parte del siglo XX, la política educativa británica se centró en separar a estos niños de la población escolar en general y, a menudo, se los consideraba incapaces de mejorar significativamente. Los niños colocados en esta categoría eran desproporcionadamente varones, de hogares menos ricos y de familias inmigrantes.
El término «mentalmente defectuoso» (en inglés mentally defective) se utilizó a principios del siglo XX para referirse a niños y adultos con discapacidad intelectual. A partir de la década de 1910, los niños considerados en esta categoría comenzaron a ser clasificados formalmente como tales y quedaron bajo la custodia del Estado si se creía que el entorno de su hogar no era adecuado. También se establecieron escuelas separadas para los niños «mentalmente defectuosos» que permanecían bajo la custodia de sus padres. Después de la Segunda Guerra Mundial, estos niños comenzaron a ser conocidos formalmente como «educativamente subnormales», y los maestros se hicieron responsables de recomendarlos para escuelas separadas. A medida que cambiaron las actitudes hacia el tratamiento de ellos, el término dejó de usarse en 1981 y se hicieron intentos para integrarlos en las escuelas ordinarias tanto como fuera posible.

## Historia

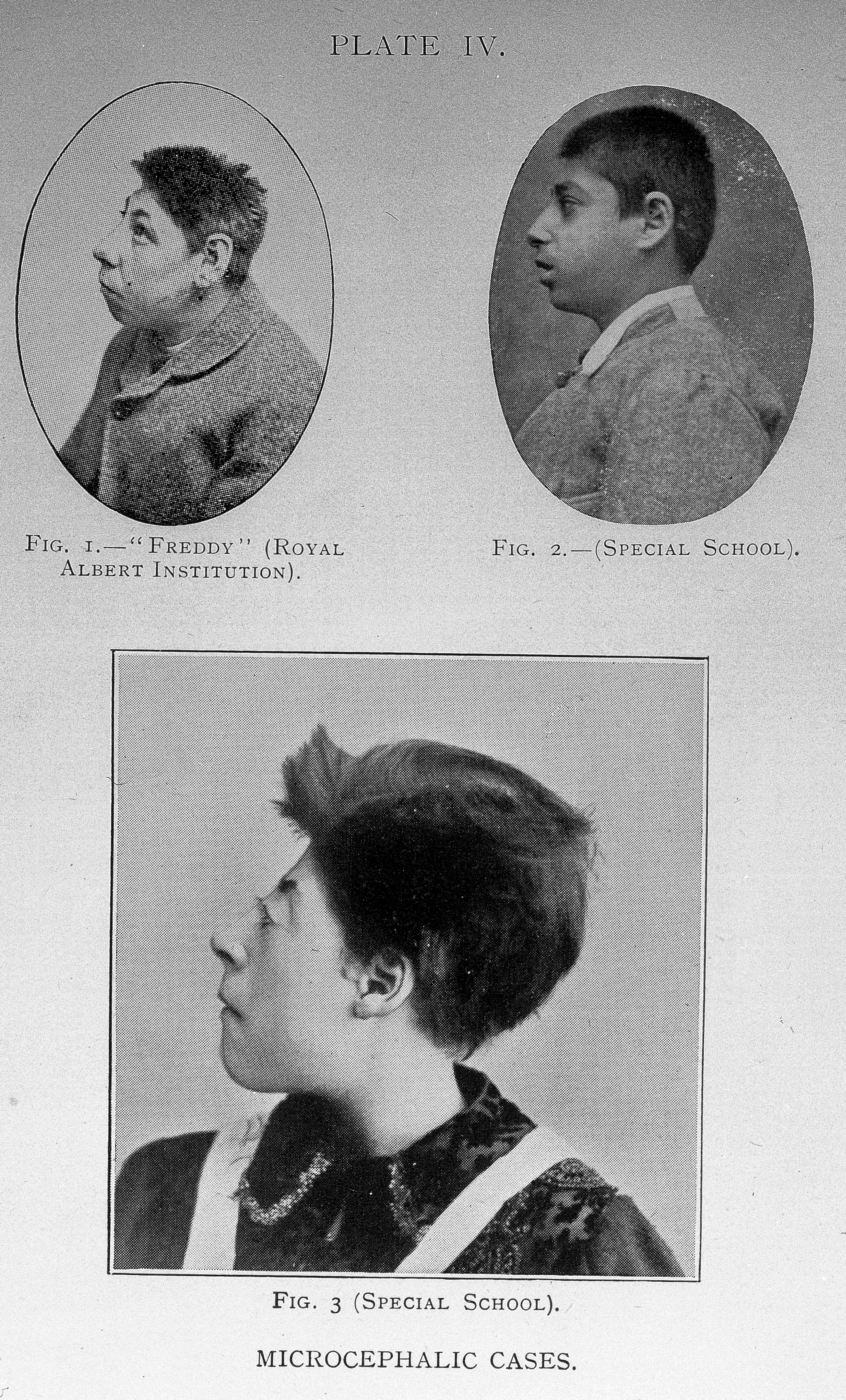
Fotografías de niños con microcefalia de Mentally Deficient Children: Their Treatment and Training (1922).

La Ley de Deficiencia Mental de 1913 requería que las autoridades locales identificaran a los niños considerados como «deficientes mentales» y no aptos para la escuela. Luego se les proporcionaría atención institucionalizada si fuera necesario. Esta decisión se basó, en gran medida, en si se creía que los niños estaban desatendidos, lo que significaba que los que estaban institucionalizados a menudo provenían de hogares más pobres con recursos limitados. Los niños de hogares más ricos tenían más probabilidades de asistir a escuelas de subnormalidad educativa (ESN, del inglés Educational Sub-Normality). Para 1955, 141 164 personas estaban cubiertas por la ley, la mayoría de las cuales habían sido registradas en la infancia. Este período de tiempo vio un crecimiento en el estudio del desarrollo infantil y la psiquiatría infantil. Pero a menudo se suponía que los niños que habían obtenido malos resultados en las pruebas de inteligencia o que eran considerados «defectuosos» no podían ser ayudados, y el interés en ellos era limitado.
Alrededor de la época de la Segunda Guerra Mundial, el aumento de diagnósticos infantiles con diversos trastornos psiquiátricos proporcionó una nueva forma de ver a los niños con dificultades. Sin embargo, estas nuevas ideas fueron controvertidas y la guerra consumió recursos para su exploración adicional. La década de 1940 vio cómo se desarrollaba una nueva comprensión de los efectos adversos de la separación familiar en los niños, aunque esto no se extendió en gran medida a los niños considerados «mentalmente deficientes». El término «educativamente subnormal» se introdujo formalmente con la Ley de Educación de 1944 en Inglaterra y Gales. En los años de la posguerra, los maestros primaria y secundaria eran los encargados de recomendar a los niños a las escuelas de la ESN. El término también se usó durante un período de tiempo similar en Escocia, e Irlanda del Norte. Después de la Ley de Salud Mental de 1959, la frase «deficiente mental» se eliminó como término legal y se cerraron las instituciones para niños en esa categoría. El número de niños matriculados en las escuelas de ESN aumentó rápidamente en los veinte años posteriores a la Segunda Guerra Mundial. Por ejemplo, entre 1953 y 1962, el número de alumnos en Inglaterra y Gales aumentó de 19.000 a 36.000, aunque mayoritariamente en escuelas diurnas y no en las residenciales.
Durante las décadas de 1950, 1960 y 1970, aumentó el interés científico y el debate público relacionado con los niños con discapacidad intelectual. También hubo objeciones entre los padres inmigrantes y de minorías étnicas de que sus hijos fueron enviados de manera desproporcionada a las escuelas de ESN. Un informe de 1978 recomendó reemplazar el término «educativamente subnormal» por «necesidades educativas especiales», e incluir a los niños que caen en esa categoría en las escuelas ordinarias tanto como sea posible. Estas propuestas fueron convertidas en ley por la Ley de Educación de 1981.

## Escuelas ESN

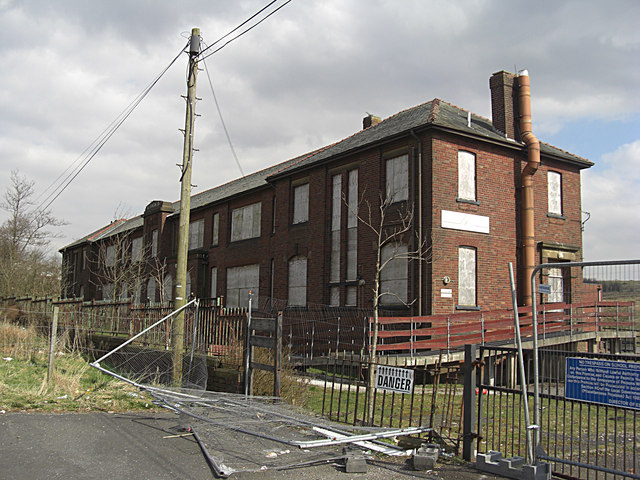
Edificio en desuso formalmente de Hill Top Special School (2009).

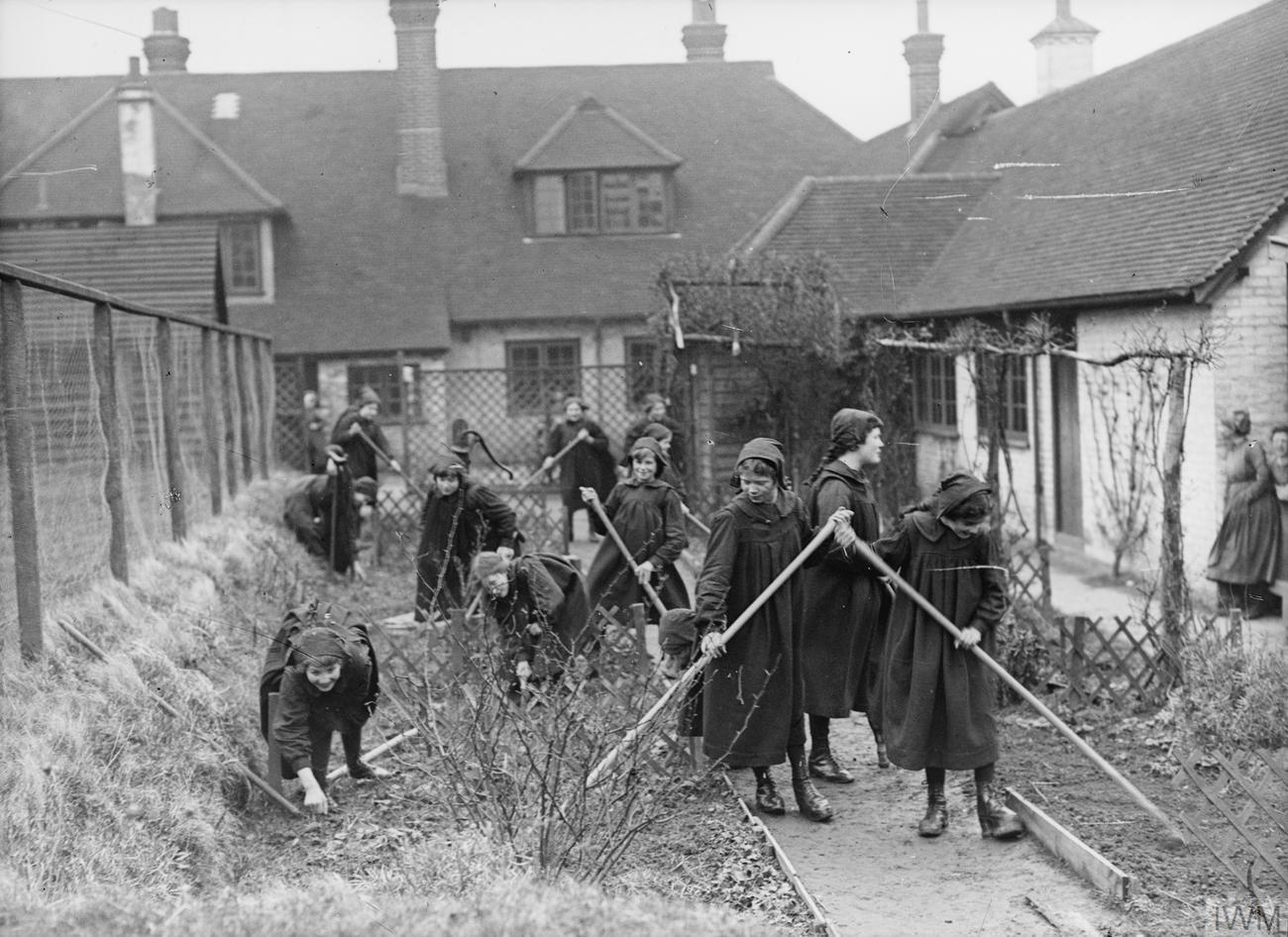
Niñas que sufren de trastorno por estrés postraumático relacionado con ataques aéreos, jardín del Llangattock School of Arts and Crafts para niños discapacitados durante la Primera Guerra Mundial.

Un artículo académico de 1950 describió las condiciones en una escuela residencial ESN. Afirmó que la escuela estaba ubicada en un asentamiento para adultos «deficientes mentales», pero que los niños generalmente se mantenían separados de los adultos. Los niños vivían en «hogares» dirigidos por enfermeras capacitadas de su sexo y asistían a la escuela cinco días a la semana. Durante el período lectivo, generalmente pasaban todo el tiempo en la escuela, en sus campos de juego o en sus hogares administrados por la escuela. Fueron enviados a sus hogares familiares en Navidad y en verano, si uno estaba «disponible y adecuado». A los niños mayores también se les dieron oportunidades de autonomía, como participar en juegos contra grupos externos o pasar tiempo y tener trabajos fuera de la escuela. Tales experiencias se les negaron a las niñas para evitar el «mal comportamiento sexual».
Posteriormente, la evidencia anecdótica sugiere que muchas escuelas de la ESN impartían un currículo limitado centrado en juegos y actividades artísticas, con muy poco trabajo académico. Según un informe de la BBC, si bien hubo algunos ejemplos de escuelas ESN que brindan una educación de buena calidad, se descuidaron las necesidades de muchos niños.

## Demografía

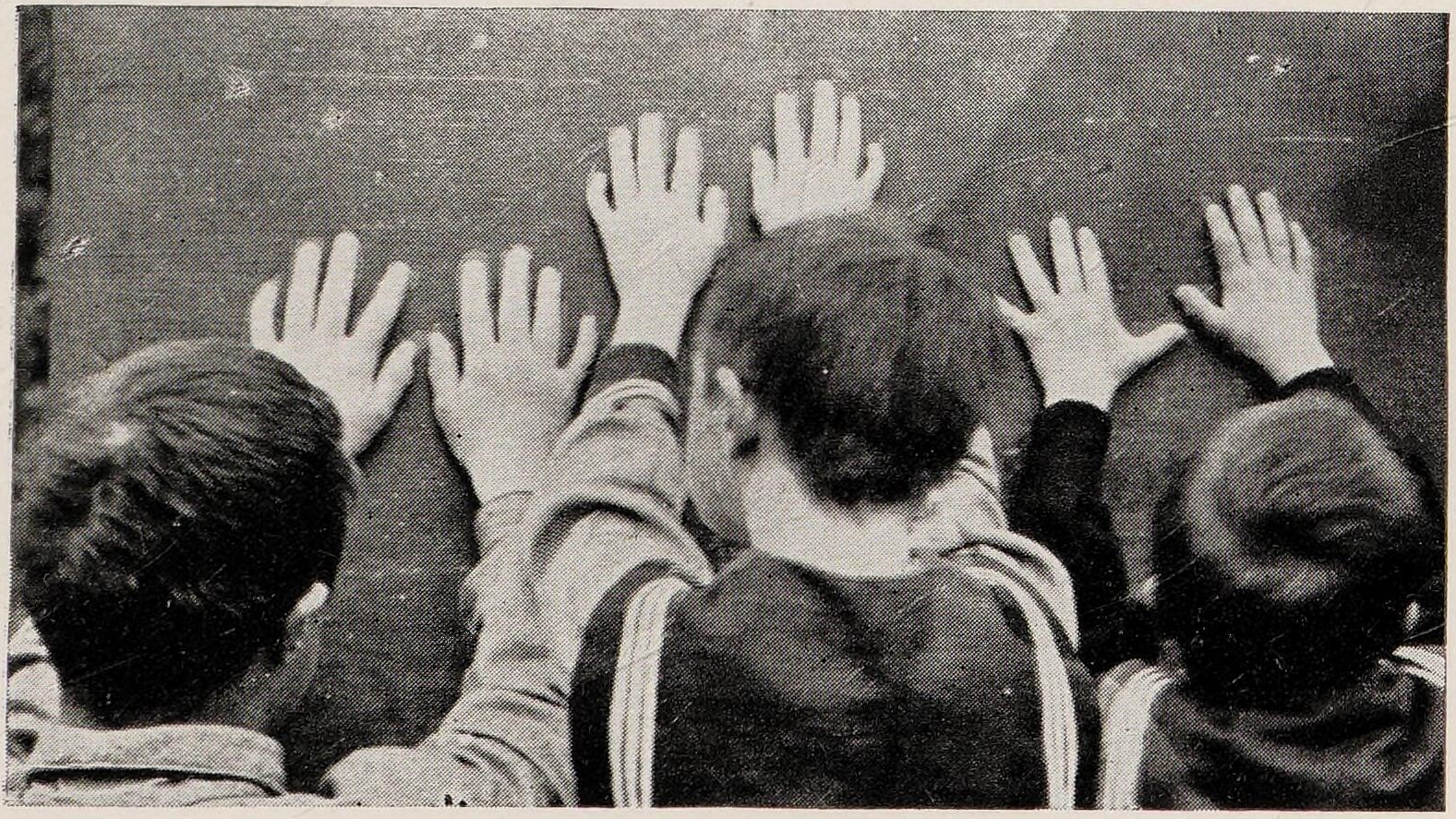
Fotografía de niños con síndrome de Down destinada a ilustrar la forma de sus manos de Mentally Deficient Children: Their Treatment and Training (1922).

Desde la década de 1910 hasta la de 1950, la población de niños considerados «deficientes mentales» se dividió en dos categorías. Los niños de hogares más pobres o situaciones familiares inestables tenían más probabilidades de ser institucionalizados, aunque los niños de hogares más ricos tenían más probabilidades de asistir a las escuelas de ESN mientras permanecían bajo la custodia de sus padres. Un informe de 1950 comentó sobre los niños que asisten a una escuela residencial:

El hecho de la institucionalización indica que muchos de estos niños estaban inadaptados, lo que requería una supervisión regular. Muchos de los niños eran delincuentes o presentaban serias dificultades de conducta en el hogar. Otros son huérfanos, ilegítimos o provienen de hogares desestructurados, y la escuela especial residencial actúa como lugar de custodia. Todos los niños pueden educarse y la mayoría se va a la edad de 16 años para trabajar en condiciones ordinarias.

Más tarde, en 1962, un estudio examinó una muestra aleatoria de niños considerados educativamente subnormales en el sur de Gales. El estudio señaló que los niños eran 61% niños y 39% niñas. Los niños nacieron desproporcionadamente más tarde en el año académico, y especialmente en los meses de verano. Los niños también procedían desproporcionadamente de hogares menos ricos. Parecían ser menos propensos a ser primogénitos que la población general. Una minoría significativa de niños tenía dificultades con el habla y la vista, mientras que casi la mitad se consideraban inadaptados.

### Minorías étnicas y niños inmigrantes
Un informe de 1967 de la Autoridad de Educación del Interior de Londres encontró que el 28% de los niños en las escuelas ESN de Londres eran niños inmigrantes negros, en comparación con el 15% de la población escolar general. Durante las décadas de 1960 y 1970, los niños negros generalmente tenían un desempeño inferior al de los niños blancos en la escuela, lo que alimentó la creencia común de que los negros eran inherentemente intelectualmente inferiores. Esto significaba que los maestros frecuentemente temían que los niños negros deprimieran el desempeño de su clase. Las necesidades de los niños inmigrantes del Caribe en particular a menudo se descuidaron. Estos niños muchas veces llegaron al Reino Unido después de sus padres, por lo que se estaban adaptando a la vida en un nuevo entorno al cuidado de extraños virtuales que no habían visto en años. Por lo general, antes hablaban inglés jamaiquino, pero no recibieron el apoyo para adaptarse a un nuevo dialecto que habrían recibido si hubieran hablado un idioma diferente.